# Stenopogon cinchonaensis
Stenopogon cinchonaensis är en tvåvingeart som beskrevs av Joseph och Parui 1981. Stenopogon cinchonaensis ingår i släktet Stenopogon och familjen rovflugor. Inga underarter finns listade i Catalogue of Life.